# Bebé
Bebé (* 12. Juli 1990 in Loures, eigentlich Tiago Manuel Dias Correia) ist ein portugiesischer und kap-verdischer Fußballspieler. Der Flügelstürmer steht beim spanischen Erstligisten Rayo Vallecano unter Vertrag.

## Karriere

### Verein
Bebé stammt aus ärmlichen Verhältnissen. Seine Eltern sind von Kap Verde nach Portugal eingewanderte Immigranten. Zum Teil lebte er mit diesen auf der Straße auf der Iberischen Halbinsel. In jungen Jahren kam Bebé in ein Waisenhaus. Im Mai 2009 wurden einige Jugendliche dieses Waisenhauses nach Bosnien eingeladen, um dort mit einer Auswahl am 2. Europäischen Street-Fußball-Festival teilzunehmen. Obwohl dem Angreifer 4 Tore in sechs Spielen gelangen, schaffte es seine Mannschaft nicht, in die Folgerunde einzuziehen. Kurz darauf sollte er in den Kader der portugiesischen Mannschaft bei der Fußballweltmeisterschaft der Obdachlosen berufen werden. Doch dazu kam es nicht.
Im Sommer 2009 wurde der Offensivspieler dann vom damaligen Zweitligisten CF Estrela Amadora verpflichtet. Auf Anhieb schaffte er den Sprung in die Stammmannschaft. Seine guten Leistungen blieben auch den portugiesischen Erstligisten nicht unbemerkt: Nach nur einer knappen Saison bei Amadora verpflichtete ihn Erstligist Vitória Guimarães für 50.000 Euro für die Spielzeit 2010/11. Dort unterzeichnete Bébé einen Vertrag für fünf Jahre mit einer 9-Millionen-Ausstiegsklausel. In der Vorbereitung auf die neue Spielzeit gelangen dem Angreifer dann fünf Tore in sechs Spielen, so dass auch europäische Spitzenteams auf ihn aufmerksam wurden. Am 11. August 2010, nur fünf Wochen nachdem er bei Vitória unterschrieb, wurde bekannt, dass Bébé zum englischen Spitzenklub Manchester United wechseln wolle. In die Wege geleitet wurde der Transfer vom portugiesischen Nationaltrainer Carlos Queiroz, der vormals Co-Trainer von United-Manager Alex Ferguson war. Am 16. August war der Wechsel perfekt. Sein Debüt in der Premier League gab der Offensivallrounder dann am 2. Oktober 2010, als ihn Trainer Ferguson im Spiel gegen den FC Sunderland in der 80. Minute gegen Anderson einwechselte.
Sein erstes Pflichtspieltor erzielte er im League Cup gegen Wolverhampton Wanderers am 26. Oktober 2010, als Bebé in der Startelf Manchester Uniteds auflief. Kurz darauf, am 2. November 2010, gab er sein Premierenspiel in der  UEFA Champions League, als der Angreifer in der Begegnung gegen Bursaspor zur 63. Minute für Darren Fletcher eingewechselt wurde. Bei dieser Partie war er entscheidend am dritten Treffer seines Teams beteiligt, welches jedoch Ali Tandoğan als Eigentor angerechnet wurde. Seinen Durchbruch beim englischen Top-Klub schaffte der Portugiese allerdings nicht.
Bebé wurde am 15. Juni 2011 vom türkischen Klub Beşiktaş Istanbul für eine Saison sowie für die Rückrunde der Saison 2012/13 an den portugiesischen Verein Rio Ave FC ausgeliehen.
Anfang September 2013 wurde Bebé bis zum Saisonende an den FC Paços de Ferreira ausgeliehen. Dort erzielte er in 27 Ligaeinsätzen zwölf Tore.
Anschließend kehrte Bebé nicht mehr nach Manchester zurück, sondern wechselte zur Saison 2014/15 für 3 Mio. Euro zu Benfica Lissabon. Er unterschrieb einen Vierjahresvertrag bis zum 30. Juni 2018. Nach einem Ligaeinsatz wurde Bebé Anfang Januar 2015 bis zum Ende der Saison in die spanische Primera División an den FC Córdoba ausgeliehen. Dort kam er zu 18 Einsätzen, konnte aber kein Tor erzielen.
Nach dem Abstieg mit dem FC Córdoba wurde Bebé zur Saison 2015/16 an Rayo Vallecano weiterverliehen. Beim Klub aus dem Madrider Stadtteil Vallecas kam auf 34 Liga- (drei Tore) und drei Copa-del-Rey-Einsätze und stieg – wie im Vorjahr mit dem FC Córdoba – in die zweite Liga ab.
Daraufhin wechselte er zur Saison 2016/17 fest zum SD Eibar, bei dem er einen bis zum 30. Juni 2020 datierten Vierjahresvertrag erhielt. Anfang 2018 wurde er für eine halbe Saison erneut an Rayo Vallecano verliehen. Diese verpflichteten ihn im Anschluss fest. Im Januar 2023 wurde er für ein halbes Jahr an Real Saragossa verliehen und kehrte anschließend wieder nach Vallecano zurück.

### Nationalmannschaft
Bebé gehörte dem U-21-Nationalmannschaftkader Portugals an. Sein Debüt gab er dabei am 4. September 2010 bei der 0:1-Niederlage gegen England. Zuvor war er bereits für die U-19 Portugals aktiv.
Nachdem Bebé nie für die portugiesische A-Nationalmannschaft nominiert worden war, stellte er 2019 einen Antrag auf Wechsel des Verbands zu Gunsten der kapverdischen Fußballnationalmannschaft. Für diese debütierte er 2022.